# Inferiolabiata lowei
Inferiolabiata lowei är en nässeldjursart som först beskrevs av Stephen D. Cairns 1983.  Inferiolabiata lowei ingår i släktet Inferiolabiata och familjen Stylasteridae. Inga underarter finns listade i Catalogue of Life.